# 彼得·奥莱利
彼得·奧萊利（Peter O'Leary，1972年3月3日—）是紐西蘭的足球裁判，同時也是一名中學生物科老師。
他於1994年成為球證，於2003年取得國際足協的國際裁判資格，得以為國際比賽執法。翌年，即為2004年大洋洲國家盃的決賽執法。2007年，他在2007年U20世界盃足球賽中的兩場分組賽執法。2009年，他出任2009年世界冠軍球會盃一場準決賽的球證。2010年，他被委任為2010年世界盃足球賽的第四球證。2012年，又為倫敦奧運會執法。2014年1月，他入選2014年世界盃足球賽的最後25人名單。

## 資料來源
1. ↑  "NZ referee Peter O'Leary returns to World Cup" Stuff.co.nz 2014 1 16
2. ↑  .   [2014-06-11]. （原始内容存档于2013-05-24）.